# Tribunal d'instance
Ne doit pas être confondu avec Tribunal de proximité.
En France et au Sénégal, le tribunal d'instance est une juridiction d'exception de premier degré qui connaît certaines affaires de nature civile (on parle de juridiction d'attribution) et pénales (tribunal de police). Il est composé d'un ou plusieurs magistrats, nommés juges d'instance, qui statuent chacun à juge unique.

## Application par pays

### France
Les tribunaux d'instance ou T.I. ont existé de 1958 à 2019. Ils se situaient dans chaque arrondissement mais le nombre total était nettement supérieur aux quelque 340 arrondissements en France métropolitaine et en outre-mer. Ces tribunaux remplaçaient les anciennes justices de paix, apparues en 1790 et qui étaient normalement établies dans chaque canton ou parfois qui avaient un ressort entre plusieurs cantons. En 1958, la France comptait plus de 2300 justices de paix alors que le pays comptait alors plus de 3600 cantons. 
À partir de 2020, les T.I.  ils ont soit fusionné avec les tribunaux de grande instance, pour les villes qui avaient un tel tribunal soit sont devenus tribunaux de proximité, pour les villes ne disposant pas de ce tribunal . En 2017, il existait 307 tribunaux d'instance.
Dans les collectivités d'outre-mer, le tribunal d'instance est remplacé par un tribunal de première instance, dont les compétences recouvrent aussi celles des tribunaux de grande instance de métropole.

### Sénégal
On retrouve des tribunaux d'instance dans plusieurs villes du pays, à savoir Dakar, Bakel, Bignona, Dagana, Fatick, Foundiougne, Guédiawaye, Kaolack, Louga, Matam, Mbacké, Mbour, Oussouye, Pikine, Rufisque, Tambacounda, Thiès, Diourbel et Tivaouane.

## Annexe